# Filbert Bayi
Filbert Bayi Sanka (* 23. června 1953 Arusha) je bývalý tanzanský vytrvalec. Pocházel z rodiny pastevců z kmene Iraqw a sloužil u vojenského letectva. V roce 1973 vyhrál Africké hry na trati 1500 m. V roce 1974 vyhrál na stejné trati Hry Commonwealthu ve světovém rekordu 3:32,2. (Závod vešel do historie tím, že Bayi vyhrál způsobem start–cíl a že v něm bylo vytvořeno pět ze sedmi nejrychlejších časů historie. Vítězný čas překonal v roce 1979 Sebastian Coe, ale jako rekord Her Commonwealthu platí i v roce 2017.) O rok později vytvořil také světový rekord v běhu na jednu míli časem 3:51,0. Patřil k favoritům olympijských her 1976 v Montrealu, kterých se však nezúčastnil kvůli bojkotu ze strany afrických zemí. V roce 1978 obhájil titul na patnáctistovce na Afrických hrách a na Hrách Commonwealthu byl na stejné trati druhý. Na olympiádě 1980 v Moskvě startoval v běhu na 3000 metrů překážek a získal stříbrnou medaili, první pro jeho zemi v historii. V roce 1984 vyhrál silniční závod o Velkou cenu Bernu.
Po ukončení závodní kariéry působil jako atletický funkcionář, provozuje také vlastní nadaci podporující talentované tanzanské sportovce a poskytující jim školní vzdělání.